# تومندمبریلیین زونبایان
تومندمبریلیین زونبایان (به مغولی: Түмэндэмбэрэлийн Зүүнбаян) (زادهٔ ۲۰ ژانویهٔ ۱۹۷۴) کشتی‌گیر بازنشستهٔ مغولستانی در دسته‌های ۴۸ و ۵۴ کیلوگرم کشتی آزاد است. او برندهٔ یک مدال نقره بازی‌های آسیایی (۱۹۹۴) و یک مدال طلا (۲۰۰۱) و یک برنز (۱۹۹۵) از مسابقات قهرمانی کشتی آسیا است. او همچنین ملی‌پوش دستهٔ ۵۴ کیلوگرم مغولستان در بازی‌های المپیک ۲۰۰۰ سیدنی بود.